# إيلدين هادزيتش
إيلدين هادزيتش (بالإسبانية: Eldin Hadžić)‏ مواليد 14 أكتوبر 1991 في كليوتش، جمهورية يوغوسلافيا الاشتراكية الاتحادية، هو لاعب كرة قدم بوسني يلعب مع نادي ألكويانو كلاعب وسط.

## المسيرة الاحترافية

### أندية لعب لها
- نادي إيبار
- نادي أوريويلا
- نادي إيركوليس
- ريال سرقسطة
- نادي ألميريا
- نادي إلتشي
- نادي ألكويانو

## روابط خارجية
- إيلدين هادزيتش على موقع قاعدة بيانات كرة القدم.إي يو (الإنجليزية)
- إيلدين هادزيتش على موقع Soccerbase.com (لاعب) (الإنجليزية)
- إيلدين هادزيتش على موقع Soccerway.com (الإنجليزية)
- إيلدين هادزيتش على موقع عالم كرة القدم.نت (الإنجليزية)